# فيكتور إيمانويل الثالث
فيكتور إيمانويل الثالث (بالإيطالية : Vittorio Emanuele III)، ابن الملك أومبيرتو الأول وأبو الملك أومبرتو الثاني، ولد في 11 نوفمبر 1869، في مدينة نابولي في إيطاليا وتوفي في 28 ديسمبر1947 بمدينة الإسكندرية في مصر ودفن بها ثم أُعيد جثمانه إلى إيطاليا بعد سبعين عاما ليدفن في مدينة فيكوفورتي الايطالية في ديسمبر 2017 .

## تاريخ
نشأ فيكتور في بيئة أسرية وترعرع على التربية العسكرية والعقيدة الصارمة، كان أستاذه إيجيديو أوسيو، الذي أدلى العاهل على نموذج الملك البروسي في الأسلحة. فيكتور عمانوئيل، الذي نشأ بعيدا عن معاناة العائلة حيث سمح له أن يأكل وجبات الطعام مع والديه مرتين فقط في الأسبوع، ونضج على مر الزمن، ويتمتع بالتفكير والفضول، تردد فيكتور على المدرسة العسكرية المرموقة من نابولي. وعادة ما كان يحضر الجلسات الافتتاحية للأكاديمية، فضلا عن جمعيات علمية أخرى،
كان يحب القراءة والدراسة في لحظات العزلة، ومن بين أكثر الأماكن العزيزة عليه كانت هناك قلعة راكونيجي بولينزو، الذي اعتاد على التردد عليه أثناء إقامته في بيدمونت. انخرط أيضا في الزراعة، ودراسة التقنيات التي من شأنها أن ذهب إلى روما لتأسيس المعهد الدولي للزراعة. كان مُعجبا بشكسبير، وأجاد التحدث بأربع لغات، ولكن كان لا يحب الحفلات أو المسرح.

## ألقاب حملها
- ملك إيطاليا (1900 – 1946).
- ملك إثيوبيا (1936 - 1943).
- ملك ألبانيا (1939 – 1943).
- المارشال الأول لامبراطورية إيطاليا

و شهد طوال فترة حكمه الطويلة الحربين العالميتين الأولى والثانية، إضافة إلى صعود وسقوط الفاشية وانتهاء الملكية في بلاده. وأصبح تاريخيًا آخر ملوك مملكة إيطاليا عقب استفتاء شعبي جاء بنتيجة 54% لصالح تحويل إيطاليا إلى جمهورية.
لجأ إلى مصر وأقام في مدينة الإسكندرية التي توفي فيها عام 1947، ودفن بها خلف كاتدرائية سانت كاترين بالمدينة. وقد أطلق اسمه على ميدان من أهم ميادين الإسكندرية بمنطقة سموحة بحي سيدي جابر. وفي 18 ديسمبر من عام 2017 تمت إعادة رُفات الملك فيكتور إيمانويل الثالث إلى إيطاليا ليُدفن في ضريح خاص بالعائلة في مدينة فيكوفورتي بمقاطعة كونيو شمال غرب إيطاليا، حيث دفن إلى جانب زوجته الملكة إلينا دل مونتينيغرو التي أُعيد جثمانها هي الأخرى من قبرها في مونبيلييه بفرنسا حيث عاشت في المنفى آنذاك . وجاء هذا النقل بعد موافقة الحكومة الإيطالية على إعادة جثامين أفراد العائلة المالكة الإيطالية التي مُنع دخول اعضائها إلى إيطاليا منذ إعلان النظام الجمهوري فيها .

## روابط خارجية
- فيكتور إيمانويل الثالث على موقع IMDb (الإنجليزية)
- فيكتور إيمانويل الثالث على موقع الموسوعة البريطانية (الإنجليزية)
- فيكتور إيمانويل الثالث على موقع مونزينجر (الألمانية)
- فيكتور إيمانويل الثالث على موقع إن إن دي بي (الإنجليزية)
- فيكتور إيمانويل الثالث على موقع ديسكوغز (الإنجليزية)
- فيكتور إيمانويل الثالث على موقع قاعدة بيانات الفيلم (الإنجليزية)